# Chibi Maruko-chan
Chibi Maruko-chan (ちびまる子ちゃん?) è un manga apparso sulle pagine di Ribon, rivista della Shūeisha, a partire dal 1987, per opera dell'autrice Momoko Sakura, che è poi stato adattato ad anime. Dalle pagine di disegni essenziali emergono le storie semi-autobiografiche della bambina Maruko (soprannome di Momoko Sakura) inserita in un mondo quotidiano e familiare sullo sfondo di un Giappone ancora in bilico fra un passato agricolo e un futuro industriale.
Ne sono state tratte due versioni live action: una miniserie televisiva in formato dorama in 2 puntate nel 2006 e un telefilm in 31 episodi nel 2007, andati in onda entrambi per Fuji TV.

## Trama
La storia è ambientata negli anni settanta. Maruko è una bambina che vive nella provincia agricola di Shizuoka con la sua famiglia. Indossa un vestitino bianco e rosso. Le sue avventure sono storie normali di suggestione fantastica che nascono e si nutrono di semplici emozioni e si svolgono nei luoghi di vita di una bimba di otto anni.

## Anime
Chibi Maruko Chan nel 1990 diventa un anime prodotto dalla Nippon Animation e messo in onda da Fuji Television. Nel 1991 viene prodotto anche un lungometraggio per la TV in occasione del centenario della NTT, l'azienda telefonica statale nipponica di cui la piccola Maruko diventa mascotte e soggetto di una serie di Telecarte oggi oggetto di collezione da parte degli amatori. A partire 1995 venne prodotto un secondo ciclo di episodi.
Notevole è l'universo dei gadget ispirati alla piccola Maruko: dai gashapon alle bambole, dal materiale da ufficio alle figurine magnetiche.
Di questo anime esiste una versione cinese molto popolare anche a Taiwan, Hong Kong e Corea del Sud.
Numerosi sono i videogiochi a lei dedicati. Namco produsse per il Nintendo Famicom Uki Uki Shopping. Konami ed Epoch idearono due differenti giochi per Super Famicom (il 16 bit noto come Super NES per l'area PAL). 
Ben cinque giochi sono stati sviluppati da Takara fra il 1990 e il 1995 per Game Boy mentre altri software sono stati ideati per console quali Neo Geo e Dreamcast.

## Episodi
| Nº       | Giapponese 「Kanji」 - Rōmaji | In onda           | In onda |
| Nº       | Giapponese 「Kanji」 - Rōmaji | Giapponese        |         |
| 1        | 「まるちゃんはまだおとそ気分 - まるちゃんきょうだいげんかをする」 - maruchanhamadaotoso kibun - maruchankyōdaigenkawosuru                                                          | 7 gennaio 1990    |         |
| 2        | 「まるちゃん目覚まし時計を買う - 家庭教師がやってきた」 - maruchan mezama shi tokei wo kau - kateikyōshi gayattekita                                                               | 14 gennaio 1990   |         |
| 3        | 「今日は家庭訪問 - 生き物係のキザ野郎参上」 - konnichiha kateihōmon - ikimono kakari no kiza yarō sanjō                                                                            | 21 gennaio 1990   |         |
| 4        | 「まるちゃん自転車の練習をする（前編） - まるちゃん自転車の練習をする（後編）」 - maruchan jitensha no renshū wosuru (zenpen) - maruchan jitensha no renshū wosuru (kōhen)         | 28 gennaio 1990   |         |
| 5        | 「まるちゃんカゼをひく - まるちゃん賞状をもらう」 - maruchan kaze wohiku - maruchan shōjō womorau                                                                                  | 4 febbraio 1990   |         |
| 6        | 「まるちゃんたち犬をひろう」 - maruchantachi inu wohirō | 11 febbraio 1990  |         |
| 7        | 「みんなでフランス料理を食べにいく - まるちゃんはマラソンがイヤ」 - minnade furansu ryōri wo tabe niiku - maruchanha marason ga iya                                                | 18 febbraio 1990  |         |
| 8        | 「悲しきバレンタインデー - 花輪君子供歌合戦に出場する」 - kanashi ki barentainde - hanawa kunshi tomo uta kassen ni shutsujō suru                                                  | 25 febbraio 1990  |         |
| 9        | 「まるちゃん笛の練習をする - 雪を食べたい」 - maruchan fue no renshū wosuru - yuki wo tabeta i                                                                                     | 4 marzo 1990      |         |
| 10       | 「まるちゃん遠くのしんせきの家に行く」 - maruchan tooku noshinsekino ie ni iku | 11 marzo 1990     |         |
| 11       | 「避難訓練に余念のない県民 - まるちゃん通信簿をもらう」 - hinankunren ni yonen nonai kenmin - maruchan tsūshinbo womorau                                                           | 18 marzo 1990     |         |
| 12       | 「まぼろしの“ツチノコ株式会社” - まるちゃんは遠足の準備が好き」 - maboroshino " tsuchinoko kabushikigaisha " - maruchanha ensoku no junbi ga suki                                  | 25 marzo 1990     |         |
| 13       | 「まるちゃん遠足に行く」 - maruchan ensoku ni iku | 1º aprile 1990    |         |
| 14       | 「あこがれの鼻血 - ふたりだけの留守番」 - akogareno hanadi - futaridakeno rusuban                                                                                                  | 8 aprile 1990     |         |
| 15       | 「丸尾君学級委員選挙いよいよ出馬」 - maruo kun gakkyūiin senkyo iyoiyo shutsuba | 15 aprile 1990    |         |
| 16       | 「まるちゃん盲腸になる - まるちゃん占いをされる」 - maruchan mōchō ninaru - maruchan uranai wosareru                                                                               | 22 aprile 1990    |         |
| 17       | 「まるちゃん小鳥がほしくなる - まるちゃんお誕生会を開く」 - maruchan kotori gahoshikunaru - maruchan'o tanjōkai wo hiraku                                                          | 29 aprile 1990    |         |
| 18       | 「まるちゃん深夜の宴会 - おかあさんの宝物」 - maruchan shinya no enkai - okaasanno takaramono                                                                                      | 6 maggio 1990     |         |
| 19       | 「おかあさんの日」 - okaasanno nichi | 13 maggio 1990    |         |
| 20       | 「ゆううつな参観日 - 5月のオリエンタル小僧」 - yūutsuna sankan nichi - 5 gatsu no orientaru kozō                                                                                   | 20 maggio 1990    |         |
| 21       | 「まるちゃん学芸会に出る」 - maruchan gakugeikai ni deru | 27 maggio 1990    |         |
| 22       | 「まるちゃん文通をはじめる - 自習時間大好き」 - maruchan buntsū wohajimeru - jishū jikan daisuki                                                                                   | 3 giugno 1990     |         |
| 23       | 「まるちゃんの町は大洪水」 - maruchanno machi ha daikōzui | 10 giugno 1990    |         |
| 24       | 「まるちゃん虫歯が痛い - ああ身体検査」 - maruchan mushiba ga itai - aa shintaikensa                                                                                               | 17 giugno 1990    |         |
| 25       | 「まるちゃん学校でお腹が痛くなる」 - maruchan gakkō deo hara ga itaku naru | 24 giugno 1990    |         |
| 26       | 「プールびらき」 - puru biraki | 1º luglio 1990    |         |
| 27       | 「七夕の願い事」 - tanabata no negaigoto | 8 luglio 1990     |         |
| 28       | 「まるちゃん傘を買ってもらう - まるちゃんの夏の思い出」 - maruchan kasa wo katte morau - maruchanno natsu no omoide                                                                | 15 luglio 1990    |         |
| 29       | 「まるちゃんの家のお風呂がこわれた - おっちゃんの魔法カード」 - maruchanno ie noo furo gakowareta - occhanno mahō kado                                                             | 22 luglio 1990    |         |
| 30       | 「まるちゃんは夏休みも学校に通う」 - maruchanha natsuyasumi mo gakkō ni kayō | 29 luglio 1990    |         |
| 31       | 「まるちゃん南の島へ行く(前編)」 - maruchan minami no shima he iku (zenpen) | 5 agosto 1990     |         |
| 32       | 「まるちゃん南の島へ行く(後編)」 - maruchan minami no shima he iku (kōhen) | 12 agosto 1990    |         |
| 33       | 「まるちゃんお化け屋敷に行く」 - maruchan'o bake yashiki ni iku | 19 agosto 1990    |         |
| 34       | 「宿題をためたまる子ちゃん」 - shukudai wotametamaru ko chan | 26 agosto 1990    |         |
| 35       | 「まるちゃん写真屋さんに行く - 嵐の夜の出来事」 - maruchan shashinya sanni iku - arashi no yoru no dekigoto                                                                        | 2 settembre 1990  |         |
| 36       | 「まるちゃん熱帯魚を飼う」 - maruchan nettaigyo wo kau | 9 settembre 1990  |         |
| 37       | 「おかっぱ・かっぱ」 - okappa. kappa | 16 settembre 1990 |         |
| 38       | 「まるちゃんハイキングに行く」 - maruchan haikingu ni iku | 23 settembre 1990 |         |
| 39       | 「まるちゃんお金を見つける」 - maruchan'o kin wo mitsu keru | 30 settembre 1990 |         |
| 40       | 「男子対女子大戦争」 - danshi tsui joshidai sensō | 7 ottobre 1990    |         |
| 41       | 「まるちゃん席替えをする - まるちゃん飲み屋さんに行く」 - maruchan sekikae wosuru - maruchan nomiya sanni iku                                                                      | 14 ottobre 1990   |         |
| 42       | 「おねえちゃんの宝物」 - oneechanno takaramono | 21 ottobre 1990   |         |
| 43       | 「まるちゃん実験をする」 - maruchan jikken wosuru | 28 ottobre 1990   |         |
| 44       | 「まるちゃんの“星に願いを!”」 - maruchanno " hoshi ni negai wo! " | 4 novembre 1990   |         |
| 45       | 「いとこの七五三」 - itokono shichigosan | 11 novembre 1990  |         |
| 46       | 「恐怖のにわとり小屋そうじ - 一人っきりの日曜日」 - kyōfu noniwatori koya sōji - hitori kkirino nichiyōbi                                                                          | 18 novembre 1990  |         |
| 47       | 「お父さんとお母さんけんかする」 - o tōsan too kaasan kenkasuru | 25 novembre 1990  |         |
| 48       | 「まるちゃん自分の部屋が欲しくなる」 - maruchan jibun no heya ga hoshi kunaru | 2 dicembre 1990   |         |
| 49       | 「まるちゃん年賀状を書く」 - maruchan nengajō wo kaku | 9 dicembre 1990   |         |
| 50       | 「まるちゃん作文を書く - うちはびんぼう」 - maruchan sakubun wo kaku - uchihabinbō                                                                                                 | 16 dicembre 1990  |         |
| 51       | 「まるちゃん町内のクリスマス会に参加する」 - maruchan chōnai no kurisumasu kai ni sanka suru                                                                                       | 23 dicembre 1990  |         |
| 52       | 「年越しまる子ちゃん」 - toshikoshi maru ko chan | 30 dicembre 1990  |         |
| Speciale | 「ちびまる子ちゃんスペシャル」 - chibimaru ko chan supesharu | 3 gennaio 1991    |         |
| 53       | 「いつものお正月」 - itsumonoo shōgatsu | 6 gennaio 1991    |         |
| 54       | 「まるちゃん眠れない夜」 - maruchan nemure nai yoru | 13 gennaio 1991   |         |
| 55       | 「子供は風の子」 - kodomo ha kaze no ko | 20 gennaio 1991   |         |
| 56       | 「まるちゃんご機嫌な一日」 - maruchango kigen na tsuitachi | 27 gennaio 1991   |         |
| 57       | 「まる子豆まきをする」 - maru ko mamemaki wosuru | 3 febbraio 1991   |         |
| 58       | 「まるちゃんデパートで迷子になる」 - maruchan depato de maigo ninaru | 10 febbraio 1991  |         |
| 59       | 「まるちゃんの風船物語」 - maruchanno fūsen monogatari | 17 febbraio 1991  |         |
| 60       | 「憧れの学級閉鎖」 - akogare no gakkyūheisa | 24 febbraio 1991  |         |
| 61       | 「まるちゃんおひな祭りに呼ばれる」 - maruchan'ohina matsuri ni yoba reru | 3 marzo 1991      |         |
| 62       | 「口笛が聞こえる」 - kuchibue ga kiko eru | 10 marzo 1991     |         |
| 63       | 「放課後の学級会」 - hōkago no gakkyūkai | 17 marzo 1991     |         |
| 64       | 「まるちゃんの水栽培」 - maruchanno mizu saibai | 24 marzo 1991     |         |
| 65       | 「まるちゃんヘルスセンターに行く」 - maruchan herususenta ni iku | 31 marzo 1991     |         |
| 66       | 「まるちゃんお花見に行く」 - maruchan'o hanami ni iku | 7 aprile 1991     |         |
| 67       | 「まる子たち一年生の世話をやく」 - maru ko tachi ichinensei no sewa woyaku | 14 aprile 1991    |         |
| 68       | 「まるちゃん作文を書く」 - maruchan sakubun wo kaku | 21 aprile 1991    |         |
| 69       | 「まる子ノストラダムスの予言を気にする」 - maru ko nosutoradamusu no yogen wo kini suru                                                                                            | 28 aprile 1991    |         |
| 70       | 「まるちゃん子供の日」 - maruchan kodomo no nichi | 5 maggio 1991     |         |
| 71       | 「おじいちゃんベルトクイズに出る(前)」 - ojiichan berutokuizu ni deru (mae) | 12 maggio 1991    |         |
| 72       | 「おじいちゃんベルトクイズに出る(後)」 - ojiichan berutokuizu ni deru (nochi) | 19 maggio 1991    |         |
| 73       | 「まる子プラネタリウムに行く」 - maru ko puranetariumu ni iku | 26 maggio 1991    |         |
| 74       | 「まるちゃん学級新聞を作る」 - maruchan gakkyū shinbun wo tsukuru | 2 giugno 1991     |         |
| 75       | 「まるちゃんは名探偵」 - maruchanha meitantei | 9 giugno 1991     |         |
| 76       | 「まる子プリマドンナに憧れる - まる子耳かきぐせが直らない」 - maru ko purimadonna ni akogare ru - maru ko mimi kakigusega naora nai                                                | 16 giugno 1991    |         |
| 77       | 「まる子百恵ちゃんのコンサートに行く」 - maru ko momoe channo konsato ni iku | 23 giugno 1991    |         |
| 78       | 「まるちゃん結婚式に出席する」 - maruchan kekkonshiki ni shusseki suru | 30 giugno 1991    |         |
| 79       | 「まるちゃんの七夕映画会 - 賞金27万円の使い道」 - maruchanno tanabata eiga kai - shōkin 27 man'en no tsukaimichi                                                                   | 7 luglio 1991     |         |
| 80       | 「まる子洋服を作ってもらう - まる子かき氷を作る」 - maru ko yōfuku wo tsukutte morau - maru ko kaki koori wo tsukuru                                                               | 14 luglio 1991    |         |
| Speciale | 「まる子ぐうたらな夏を過ごす - まる子ファイトを燃やす - まる子のファイト燃えつきる」 - maru ko gūtarana natsu wo sugo su - maru ko faito wo moya su - maru ko no faito moe tsukiru | 21 luglio 1991    |         |
| 81       | 「まる子まぼろしの洋館を見る」 - maru ko maboroshino yōkan wo miru | 28 luglio 1991    |         |
| 82       | 「まるちゃんお泊まりに行く」 - maruchan'o tomari ni iku | 4 agosto 1991     |         |
| 83       | 「まるちゃんラジオ体操がイヤで仕方無い」 - maruchan rajio taisō ga iya de shikatanai                                                                                               | 11 agosto 1991    |         |
| 84       | 「まる子双子がうらやましい」 - maru ko futago gaurayamashii | 18 agosto 1991    |         |
| 85       | 「まる子神社の大掃除をする - まる子夏休みのお天気調べを忘れる」 - maru ko jinja no oosōji wosuru - maru ko natsuyasumi noo tenki shirabe wo wasure ru                              | 25 agosto 1991    |         |
| 86       | 「まる子南の島のおみやげ分配に困る」 - maru ko minami no shima noomiyage bunpai ni komaru                                                                                          | 1º settembre 1991 |         |
| 87       | 「まる子はまじとウワサになる」 - maru ko hamajito uwasa ninaru | 8 settembre 1991  |         |
| 88       | 「おじいちゃんの世界一周」 - ojiichanno sekaiisshū | 15 settembre 1991 |         |
| 89       | 「まる子遊園地へ行く」 - maru ko yūenchi he iku | 22 settembre 1991 |         |
| 90       | 「家庭内カルチャー教室」 - kateinai karucha kyōshitsu | 29 settembre 1991 |         |
| 91       | 「まるちゃん社会科見学に行く」 - maruchan shakaika kengaku ni iku | 6 ottobre 1991    |         |
| 92       | 「まる子松茸を食べる - まる子泡風呂に憧れる」 - maru ko matsutake wo tabe ru - maru ko awa furo ni akogare ru                                                                      | 13 ottobre 1991   |         |
| 93       | 「お楽しみ給食会」 - o tanoshimi kyūshoku kai | 20 ottobre 1991   |         |
| 94       | 「誘拐犯に気をつけろ」 - yūkaihan ni kiwo tsukero | 27 ottobre 1991   |         |
| 95       | 「お父さん8ミリカメラを借りてくる」 - o tōsan 8 mirikamera wo kari tekuru | 3 novembre 1991   |         |
| 96       | 「まる子お祭りに行く - 女の子・男の子」 - maru ko o matsuri ni iku - onnanoko. otokonoko                                                                                           | 10 novembre 1991  |         |
| 97       | 「まる子みんなにばかにされる」 - maru ko minnanibakanisareru | 17 novembre 1991  |         |
| 98       | 「まる子みかん狩りに行く」 - maru ko mikan kari ni iku | 24 novembre 1991  |         |
| 99       | 「学校のバザー」 - gakkō no baza | 1º dicembre 1991  |         |
| 100      | 「花輪邸ついに公開」 - hanawa tei tsuini kōkai | 8 dicembre 1991   |         |
| 101      | 「花輪クンちに来た友人帰る」 - hanawa kun chini kita yūjin kaeru | 15 dicembre 1991  |         |
| 102      | 「家庭内クリスマス」 - kateinai kurisumasu | 22 dicembre 1991  |         |
| 103      | 「自家製洗濯石鹸 - お母さん鮎の甘露煮を作る」 - jikasei sentakusekken - o kaasan ayu no kanro ni wo tsukuru                                                                        | 29 dicembre 1991  |         |
| 104      | 「まる子凧上げをする - まる子七草がゆが食べたい」 - maru ko tako age wosuru - maru ko nanakusa gayuga tabeta i                                                                     | 5 gennaio 1992    |         |
| 105      | 「まる子の貯金通帳 - まる子編み物をする」 - maru ko no chokin tsūchō - maru ko ami mono wosuru                                                                                     | 12 gennaio 1992   |         |
| 106      | 「まる子湯たんぽを欲しがる」 - maru ko yu tanpowo hoshi garu | 19 gennaio 1992   |         |
| 107      | 「学校のスケート教室」 - gakkō no suketo kyōshitsu | 26 gennaio 1992   |         |
| 108      | 「町にへび屋がやって来た - まる子甘酒ばかり飲む」 - machi nihebi ya gayatte kita - maru ko amazake bakari nomu                                                                     | 2 febbraio 1992   |         |
| 109      | 「みどりちゃんのバレンタインデー」 - midorichanno barentainde | 9 febbraio 1992   |         |
| 110      | 「まる子星の砂が欲しい - まる子雀の餌づけをする」 - maru ko hoshi no suna ga hoshii - maru ko suzume no esa dukewosuru                                                             | 16 febbraio 1992  |         |
| 111      | 「みやこお姉ちゃんの赤ちゃん」 - miyakoo neechan no akachan | 23 febbraio 1992  |         |
| 112      | 「先生の家に遊びに行こう」 - sensei no ie ni asobi ni iko u | 1º marzo 1992     |         |
| 113      | 「まる子ノラ犬に追いかけられる」 - maru ko nora inu ni oi kakerareru | 8 marzo 1992      |         |
| 114      | 「丸尾君と花輪君 - 我が家に白アリが!」 - maruo kun to hanawa kun - wagaya ni shiroari ga!                                                                                          | 15 marzo 1992     |         |
| 115      | 「まる子鯉の放流に参加する - 花粉症騒動」 - maru ko koi no hōryū ni sanka suru - kafunshō sōdō                                                                                     | 22 marzo 1992     |         |
| 116      | 「永沢君の家、火事になる」 - nagasawa kun no ie, kaji ninaru | 29 marzo 1992     |         |
| 117      | 「永沢君ちの火事見舞い」 - nagasawa kun chino kaji mimai | 5 aprile 1992     |         |
| 118      | 「まる子不幸の手紙をもらう」 - maru ko fukō no tegami womorau | 12 aprile 1992    |         |
| 119      | 「ノートはきれいに! - ボンヤリまる子」 - noto hakireini! - bonyari maru ko | 19 aprile 1992    |         |
| 120      | 「まる子お茶の味にうるさい」 - maru ko o cha no aji niurusai | 26 aprile 1992    |         |
| 121      | 「まる子ふれあいの一人旅」 - maru ko fureaino hitoritabi | 3 maggio 1992     |         |
| 122      | 「ツバメよ来い来い - クラスのお誕生日会」 - tsubame yo koi koi - kurasu noo tanjōbi kai                                                                                            | 10 maggio 1992    |         |
| 123      | 「動物園の写生大会」 - dōbutsuen no shasei taikai | 17 maggio 1992    |         |
| 124      | 「しゃっくりが止まらない - お父さん北海道へ行く」 - shakkuriga toma ranai - o tōsan hokkaidō he iku                                                                                | 24 maggio 1992    |         |
| 125      | 「ヨッちゃんの彼女」 - yotsu channo kanojo | 31 maggio 1992    |         |
| 126      | 「食用ガエルで大騒ぎ」 - shokuyō gaeru de oosawagi | 7 giugno 1992     |         |
| 127      | 「フタが開かない - まる子砂時計が欲しい」 - futa ga hiraka nai - maru ko sunadokei ga hoshii                                                                                       | 14 giugno 1992    |         |
| 128      | 「まる子大パニック」 - maru ko dai panikku | 21 giugno 1992    |         |
| 129      | 「うれしいお中元」 - ureshiio chūgen | 28 giugno 1992    |         |
| 130      | 「商店街の七夕まつり」 - shōtengai no tanabata matsuri | 5 luglio 1992     |         |
| 131      | 「まる子バーゲンの広告につられる」 - maru ko bagen no kōkoku nitsurareru | 12 luglio 1992    |         |
| 132      | 「明日から夏休み」 - ashita kara natsuyasumi | 19 luglio 1992    |         |
| 133      | 「金魚すくいに情熱を」 - kingyo sukuini jōnetsu wo | 26 luglio 1992    |         |
| 134      | 「夏休みの登校日」 - natsuyasumi no tōkō nichi | 2 agosto 1992     |         |
| 135      | 「まる子海水浴に行く」 - maru ko kaisuiyoku ni iku | 9 agosto 1992     |         |
| 136      | 「蚊がうるさい」 - ka gaurusai | 16 agosto 1992    |         |
| 137      | 「巴川の花火大会」 - tomoegawa no hanabitaikai | 23 agosto 1992    |         |
| 138      | 「まる子ゴキブリをこわがる」 - maru ko gokiburi wokowagaru | 30 agosto 1992    |         |
| 139      | 「まる子花輪クンに英会話を習う」 - maru ko hanawa kun ni eikaiwa wo narau | 6 settembre 1992  |         |
| 140      | 「まる子つりに行く」 - maru ko tsurini iku | 13 settembre 1992 |         |
| 141      | 「花輪くんに恋人が!」 - hanawa kunni koibito ga! | 20 settembre 1992 |         |
| 142      | 「さくら家のお月見」 - sakura ie noo tsukimi | 27 settembre 1992 |         |